# Impatiens trichosepala
Impatiens trichosepala är en balsaminväxtart som beskrevs av Yi Ling Chen. Impatiens trichosepala ingår i släktet balsaminer, och familjen balsaminväxter. Inga underarter finns listade i Catalogue of Life.